# Samuel O’Reilly
Samuel O’Reilly (* Irland; † 1908 in Brooklyn, New York City) war ein irisch-US-amerikanischer Erfinder und Tätowierer.

## Leben
O’Reilly entdeckte, dass die Maschine mit der Bezeichnung Stencil-Pen von Thomas Edison nach einem von ihm vorgenommenen Umbau die Möglichkeit bot, Tinte unter die Haut zu stechen. Erstmals im Jahr 1891 ließ sich O’Reilly eine elektrische Tätowiermaschine, eine Tattoo-Gun, patentieren. Am Chatham Square in New York City hatte er einen eigenen Tätowierladen.